# ونتوو
ونتوو (به لاتین: Łętów) یک روستا در لهستان است که در گمینا بوروویه واقع شده‌است.